# Barstyčiai

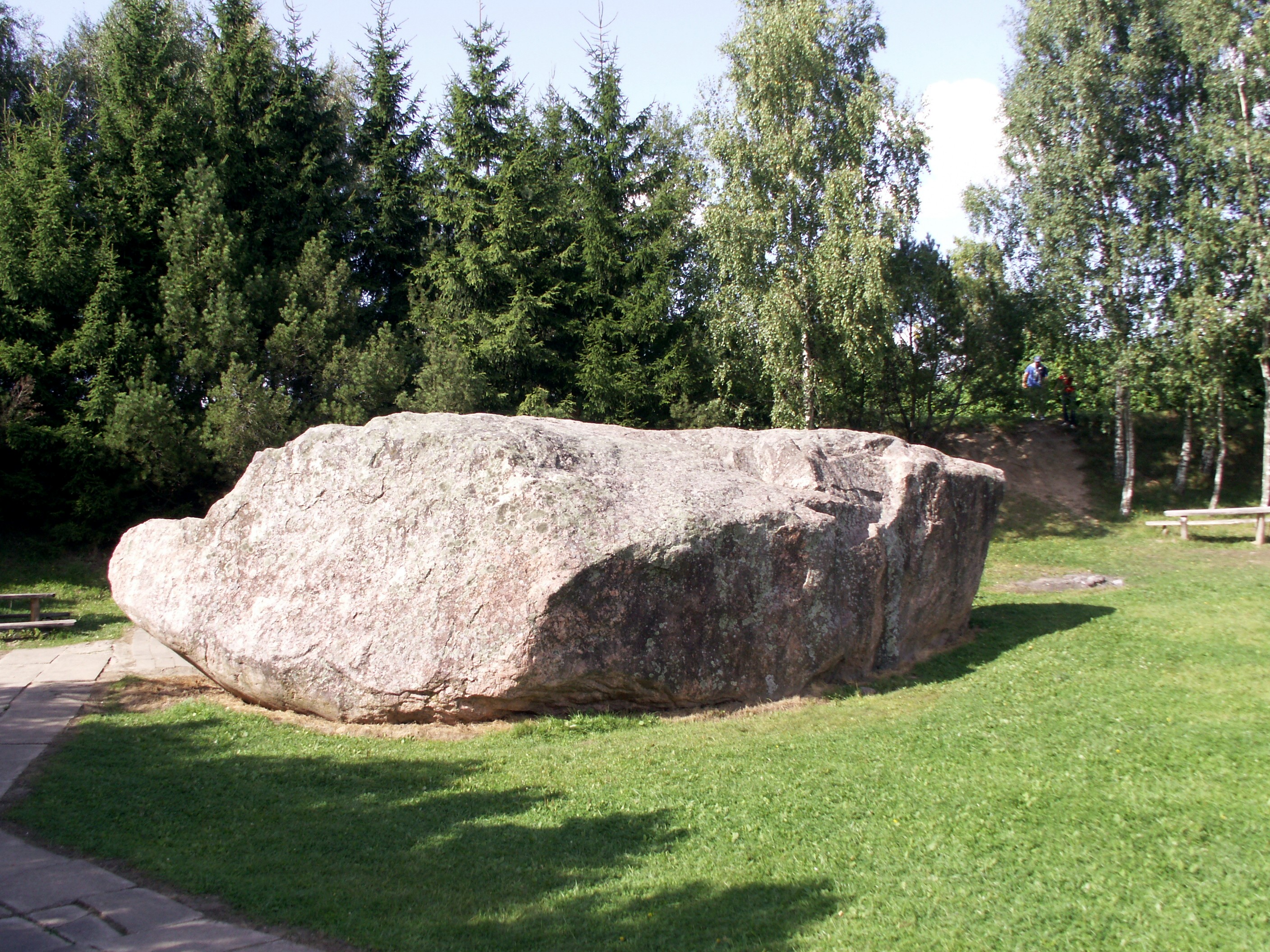
Bludný balvan Barstyčių akmuo

Barstyčiai jsou městys v západní části Litvy, v severozápadním Žemaitsku, v Klajpedském kraji, na jihovýchodě okresu Skuodas, 12 km západně od Sedy. Koncem 18. století a začátkem 19. století se jmenovaly Jagminpolis. V městečku je dřevěný katolický kostel Sv. apoštolů Simona a Juda Tada (poprvé postaven roku 1788, nynější budova postavena roku 1906, dále střední škola, dětský domov, pošta, od roku 1953 také městská knihovna. Na jihu u okraje městečka je jezírko Barstyčių ežerėlis, na severozápad od městečka je jezero Barstyčių ežeras. V městečku samém a v nejbližším okolí je dalších kolem dvaceti malých jezírek nebo rybníčků. Nejvíce městečko proslavil největší doposud v Litvě nalezený bludný balvan Barstyčiai (Barstyčių akmuo), který je v blízké vísce Puokė. Do Litvy byl zavlečen zaniklým ledovcem z Fennoskandinávie, ze Švédska. Bludný balvan byl objeven meliátory pod vedením Petra Grigaitise v roce 1956. Tehdy nad povrch vyčnívala jen malá část. Bylo rozhodnuto jej vykopat celý a pak vyšlo najevo, že je větší, než do té doby za největší považovaný legendární Puntukas. Rozměry: délka 11,3 m, šířka 5,9 m, výška 3,3 m. Váží cca 680 tun.

## Minulost městečka
V polích v okolí městečka byla nalezena sekerka z doby kamenné. V roce 1558 je zmiňována ves Barstyčiai, v listinách ze 17. století statek a ves. Ves v letech 1649–1773 náležela jezuitské koleji v Pašiaušė, potom hrabatům Jagminovým. Tverský tijūnas (vysoký státní úředník) Tadas Jagminas v  roce 1788 nechal postavit dřevěný katolický kostel Sv. apoštolů Simona a Juda Tada. Na počest tohoto počinu byla ves pojmenována koncem 18. století a začátkem 19. století Jagminpolis. V roce 1841 byl městys Barstyčiai se 16 usedlostmi a ještě ves s 15 usedlostmi. Ve druhé polovině 19. století zde byla farnostní základní škola, od roku 1908 státní, v letech 1949–1958 sedmiletá a osmiletá, od roku 1958 střední. V roce 1948 byl založen dětský domov, mateřská škola, knihovna; v roce 1956 kulturní dům. V roce 1941 za nacistické okupace bylo v městysu vyvražděno 13 rodin. V tomtéž roce se zde začal formovat partyzánský oddíl. Po druhé světové válce v okolí Barstyčiů proti okupačnímu režimu SSSR bojovali partyzáni z jednotky Alkos rinktinė. V roce 1990 byl obnoven památník litevské organizaci katolické mládeže "Pavasarininkai", který byl původně postaven v roce 1936 a zbořen v roce 1974.

## Obyvatelstvo
| 1868 | 1897 | 1923 | 1970 | 1975 | 1979 | 1984 | 1989  | 2001 |
| ---- | ---- | ---- | ---- | ---- | ---- | ---- | ----- | ---- |
| 147  | 398  | 651  | 374  | 390  | 634  | 567  | 1 263 | 659  |
|      |      |      |      |      |      |      |       |      |

## Galerie

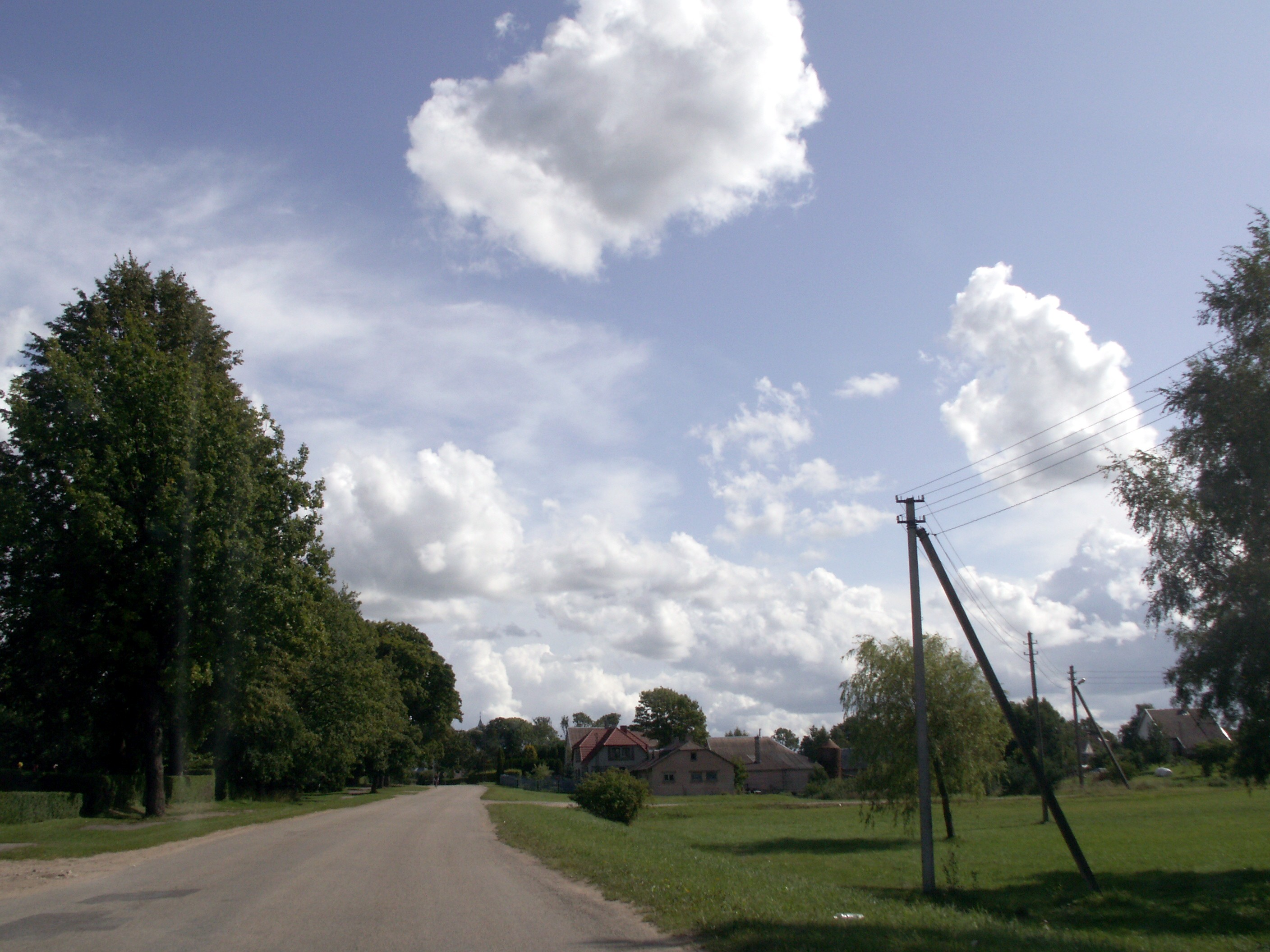
Barstyčiai
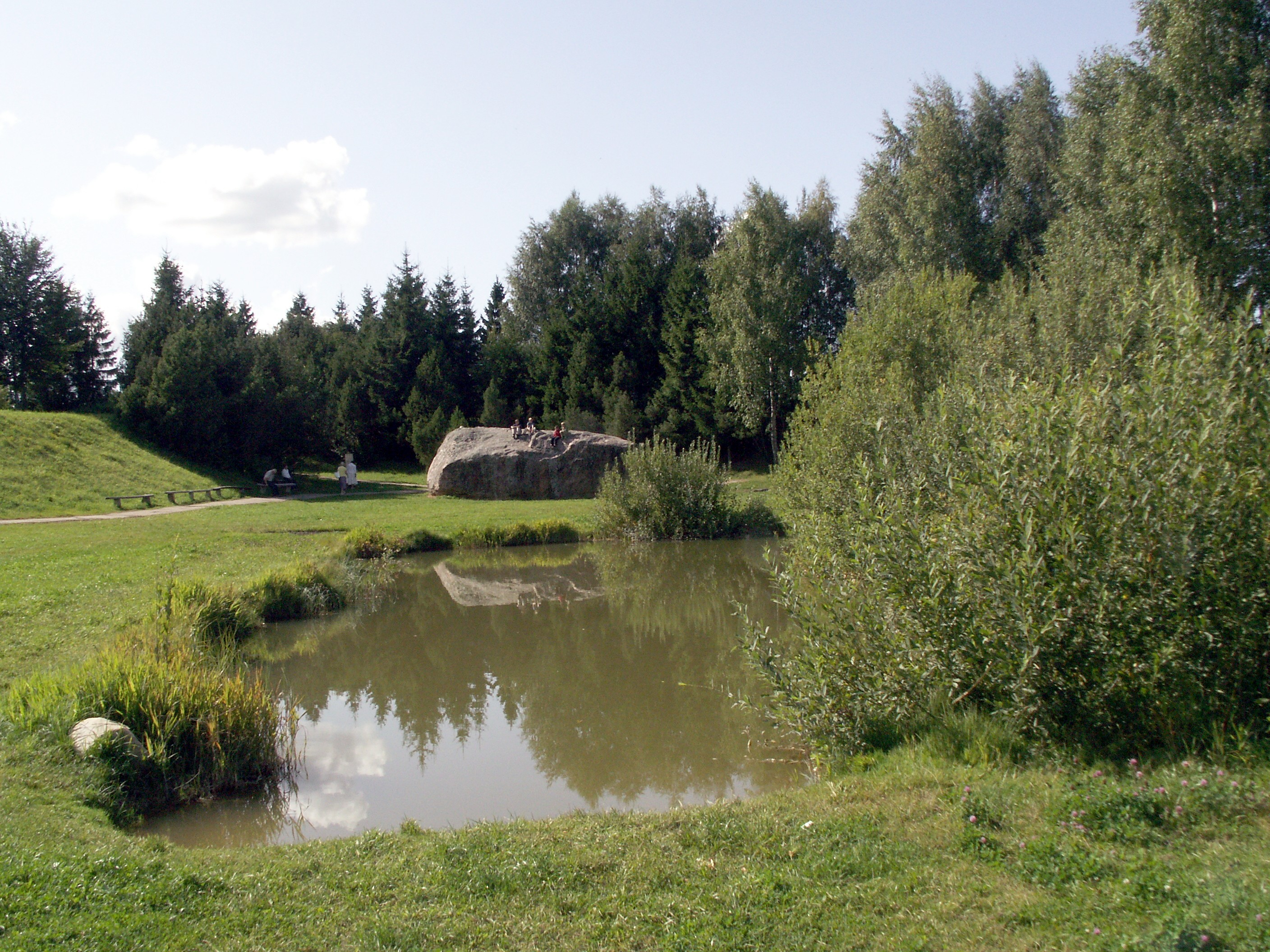
Bludný balvan Barstyčių akmuo
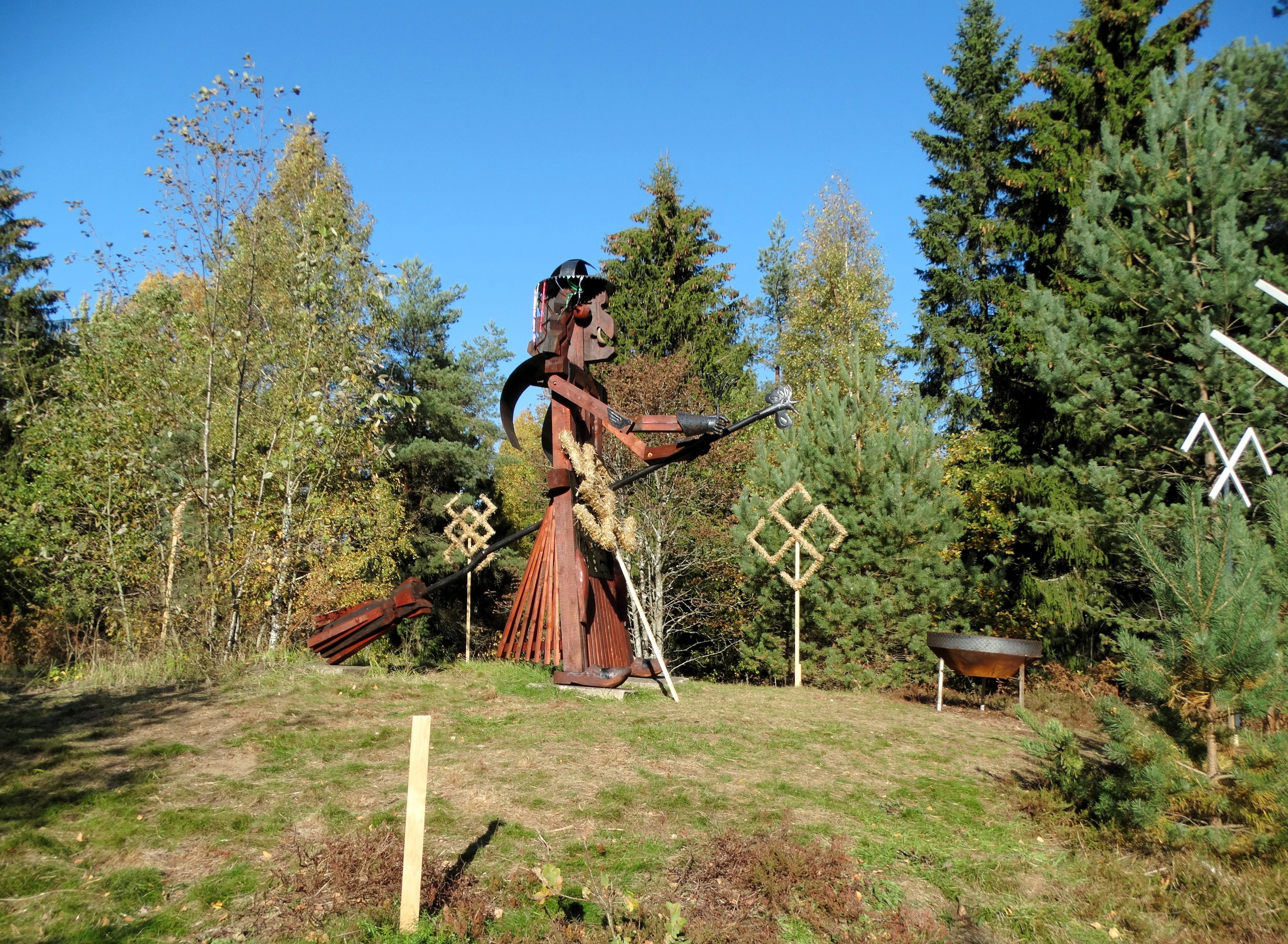
Kopec čarodějnic na jihozápadním okraji obce
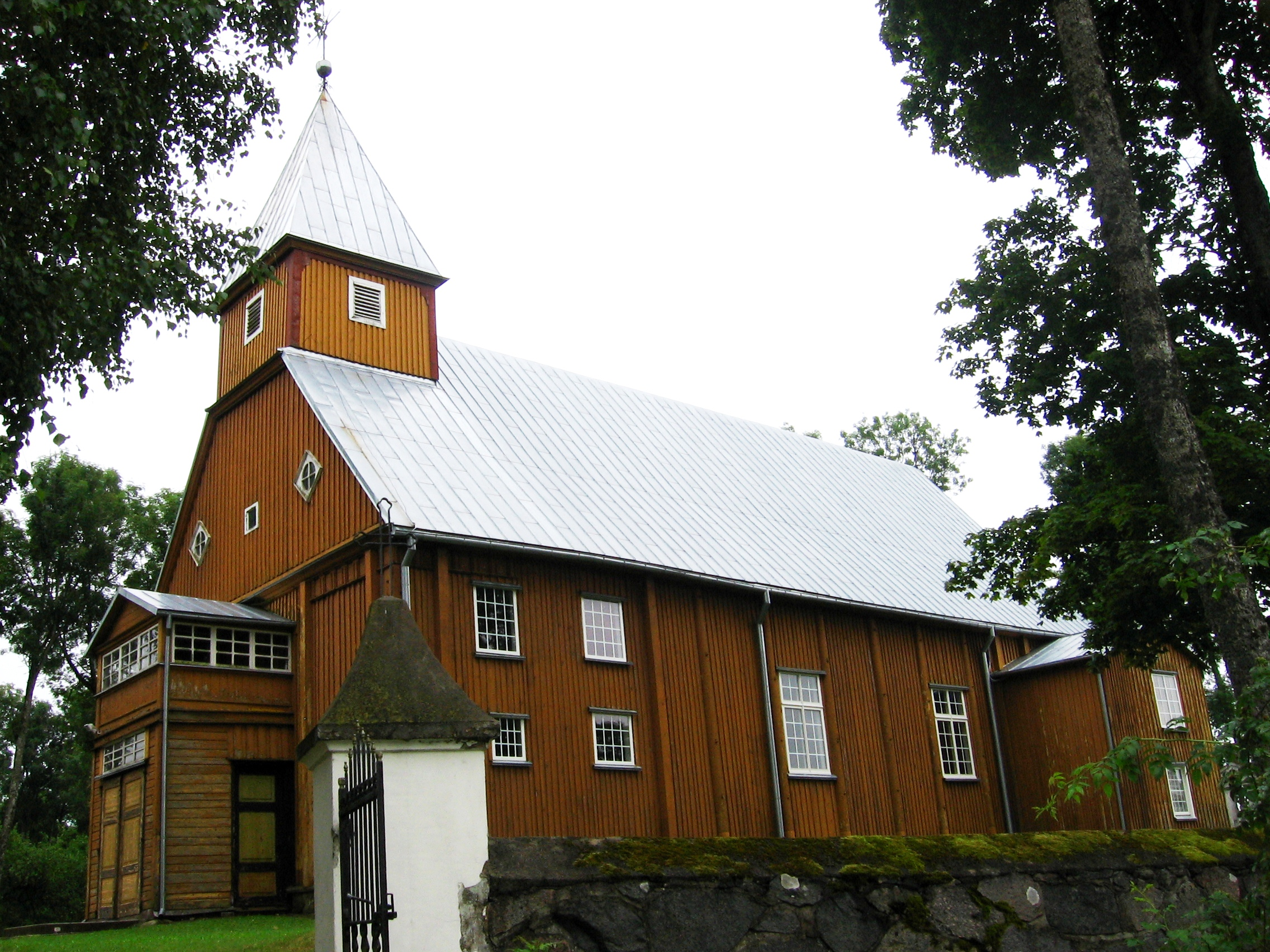
Katolický kostel Sv. apoštolů Simona a Juda Tada

## Slavní rodáci
- Leonardas Kazimieras Andriekus, (1914–2003) – františkánský farář, Doktor církevního práva
- Evaldas Razgus, (* 1952) – politický činitel okresu Skuodas